# Caspar Bartholin le Jeune
Pour les articles homonymes, voir Bartholin.

De ovariis mulierum et generationis historia epistola anatomica, 1678

Caspar Bartholin le Jeune (10 septembre 1655 à Copenhague - 11 juin 1738), est un anatomiste danois qui aurait été le premier à décrire, dans l'appareil génital féminin, les glandes vestibulaires majeures, dites « glandes de Bartholin », au XVIIe siècle.

## Biographie
Il est issu d'une famille éminente. Il est le petit-fils du théologien et anatomiste Caspar Bartholin (« le Vieux ») et le fils de Thomas Bartholin. Son oncle est Rasmus Bartholin et son frère, un historien, est prénommé Thomas, comme son père.
La description des glandes vestibulaires, autrefois dites « de Bartholin » est parfois attribuée à tort à son grand-père.
Caspar Bartholin le Jeune a commencé ses études de médecine en 1671, à seize ans. À 19 ans, il a été nommé professeur de philosophie. Il a décrit les glandes qui portent son nom en 1677.
Vers 1696, l'anatomiste Jacques-Bénigne Winslow, un Français d’origine danoise, a été le prosecteur de Bartholin.

## Œuvres
- De tibiis veterum et earum antiquo usu sur Google Livres. Rome: B. Carrara, 1677 (Bartholin a aussi écrit sur la musique)
- De ovariis mulierum et generationis historia epistola anatomica sur Google Livres. Amsterdam: J. H. Wetstein, 1678